# Isolophodon
Isolophodon è un genere estinto di mammiferi erbivori, appartenente agli astrapoteri. Visse tra l'Eocene superiore e l'Oligocene inferiore (circa 36 - 30 milioni di anni fa) e i suoi resti fossili sono stati ritrovati in Sudamerica. 

## Descrizione
Questo animale è noto solo per resti della dentatura, ed è quindi impossibile ricostruirne l'aspetto. Dal raffronto con animali simili ma più conosciuti, in ogni caso, si suppone che Isolophodon fosse un animale di aspetto e statura simili a quelli di un tapiro. La specie tipo, Isolophodon cingulosus, era caratterizzata da premolari e molari inferiori con un ipoflexide molto ridotto, molto simili a quelli degli astrapoteri derivati come Uruguaytherium e Granastrapotherium; tuttavia, questi denti erano a corona bassa ed erano presenti tre premolari inferiori, come in Astraponotus. La specie I. aplanatus, invece, era dotata di molari proporzionalmente più lunghi e con un paraflexide meno sviluppato. 

## Classificazione
Il genere Isolophodon venne descritto per la prima volta nel 1903 da Santiago Roth, sulla base di resti fossili ritrovati in terreni dell'Oligocene inferiore della Patagonia (Argentina); la specie tipo è I. cingulosus. La specie I. aplanatus, descritta dallo stesso Roth, è nota per fossili provenienti da terreni più antichi (Eocene superiore). Dopo la descrizione iniziale operata da Roth, per lungo tempo il genere Isolophodon venne sostanzialmente dimenticato e furono pochi gli studi in cui venne incluso, spesso in maniera erronea (Simpson, 1967).
Isolophodon è probabilmente l'unico astrapoterio noto proveniente da terreni dell'Oligocene inferiore, e nonostante gli scarsi resti fossili risulta fondamentale per comprendere l'evoluzione di questo strano gruppo di mammiferi. All'interno degli astrapoteri, Isolophodon sembrerebbe rappresentare una linea evolutiva indipendente in seno alla famiglia Astrapotheriidae, piuttosto antica ma con alcune caratteristiche dentarie che richiamano i più derivati Uruguaytheriinae (come Uruguaytherium e Granastrapotherium), probabilmente per un fenomeno di convergenza evolutiva (Kramarz e Bond, 2013).